# Cicli di Milanković

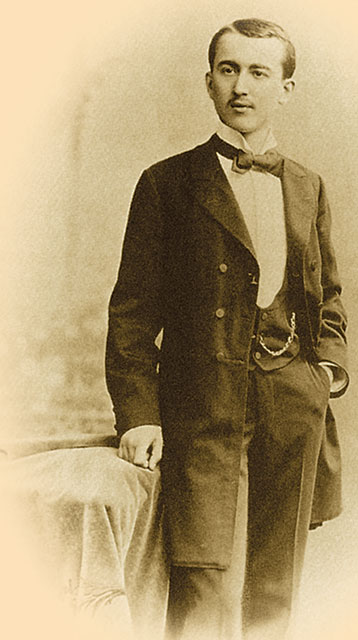
Milutin Milanković, ideatore della teoria astronomica dei cicli orbitali

I cicli di Milanković sono gli effetti collettivi delle variazioni cicliche dei parametri orbitali della Terra sul suo clima. Prendono il nome dall'ingegnere civile e matematico serbo Milutin Milanković.
L'eccentricità orbitale, l'inclinazione assiale e la precessione dell'orbita terrestre variano periodicamente e danno luogo, quando i loro effetti sono in fase, a glaciazioni ogni circa 100 000 anni durante l'era glaciale del Quaternario. L'asse terrestre completa un ciclo di precessione ogni 26 000 anni e l'orbita ellittica ruota compiendo un ciclo ogni 22 000 anni. Inoltre, l'angolo tra l'asse terrestre e la normale del piano orbitale varia ciclicamente tra 22,5° e 24,5°, con un periodo di 41 000 anni.
La teoria di Milanković sui cambiamenti climatici non risulta tuttavia ancora perfezionata; in particolare la risposta climatica più grande è relativa a una scala temporale di 400 000 anni, ma gli effetti su questi periodi, per quanto riguarda le glaciazioni, sono apparentemente lievi e non concordano con le previsioni. Per giustificare questa discrepanza, sono chiamati in causa vari fenomeni, correlati all'anidride carbonica presente nell'aria o alla dinamica degli inlandsis.
Teorie simili sono state avanzate da Joseph-Alphonse Adhémar, James Croll e altri, ma le verifiche sperimentali sono rese difficoltose dalla mancanza di prove di datazione affidabile, oltre che da perplessità su quali periodi siano da considerare nei rilevamenti. La teoria non avrebbe comunque raggiunto il suo stato attuale se non grazie alle ricerche sui sedimenti oceanici mediante carotaggio da parte di Jim Hays, John Imbrie e Nicholas John Shackleton che pubblicarono i loro risultati su Science nel 1976.

## Moti terrestri
Oltre ai moti di rotazione e rivoluzione, il movimento della Terra è soggetto ad alcune variazioni pseudo-periodiche. Anche se i grafici risultanti originano da un grande numero di sinusoidi, alcune componenti sono evidentemente dominanti. Milanković studiò le variazioni dell'eccentricità, dell'obliquità e della precessione nei moti terrestri. Alcuni cambiamenti nel moto e nell'orientamento modificano infatti la quantità di radiazione solare che raggiunge la Terra, oltre alla sua distribuzione sulla superficie terrestre. Questo fenomeno è chiamato forcing solare o forzatura solare (un tipo di forcing radiativo). Sono considerate importanti le variazioni nelle zone vicine all'area polare nordica a causa dell'ampia estensione di terreno, che reagisce più rapidamente degli oceani alle variazioni della radiazione solare.

### Geometria dell'orbita

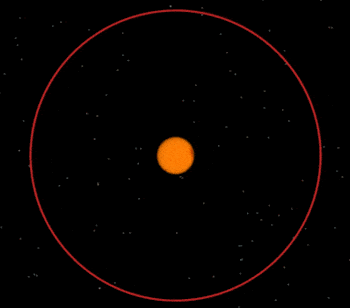
Orbita circolare, nessuna eccentricità

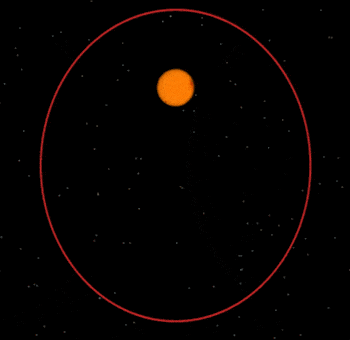
Orbita con eccentricità 0,5

L'orbita terrestre è un'ellisse. L'eccentricità orbitale è una misura della forma ellittica rispetto a un'orbita circolare. La forma dell'orbita terrestre varia da quasi circolare (bassa eccentricità: 0,005) a discretamente ellittica (alta eccentricità: 0,058) e ha un'eccentricità media di 0,028. La maggiore componente di queste variazioni (±0,012) ha un periodo di 413 000 anni. Altre componenti variano con periodi di 95 000 e 136 000 anni, combinandosi approssimativamente in una variazione da -0,03 a +0,02 con un ciclo di 100 000 anni. L'eccentricità attuale è 0,017.
Se la Terra fosse l'unico pianeta in orbita attorno al Sole, l'eccentricità dell'orbita nel tempo non varierebbe. La causa principale della variazione è infatti l'interazione con i campi gravitazionali di Giove e Saturno, i due pianeti più massicci del sistema solare. Il semiasse maggiore dell'ellisse orbitale resta comunque invariato al variare dell'eccentricità. Dal punto di vista della teoria perturbativa usata nella meccanica celeste per predire l'evoluzione dell'orbita, il semiasse maggiore è un'invariante adiabatica. Secondo la terza legge di Keplero, il periodo dell'orbita è determinato dal semiasse maggiore, quindi l'anno anomalistico, ovvero il periodo orbitale terrestre (che è leggermente più lungo dell'anno sidereo a causa della precessione anomalistica), è anch'esso invariante al variare dell'orbita.
Con l'eccentricità attuale, la differenza tra le distanze Terra-Sole che si hanno al perielio (il punto dell'orbita più vicino al sole) e all'afelio (il punto dell'orbita più lontano dal sole) è del 3,4% (5,1 milioni di chilometri). Questa differenza causa un aumento del 6,8% nella radiazione solare che raggiunge la Terra. Attualmente, il perielio avviene intorno al 3 gennaio, mentre l'afelio intorno al 4 luglio. Quando l'orbita ha la massima eccentricità, la quantità di radiazione solare al perielio è circa il 23% maggiore rispetto all'afelio. La differenza è pari a circa 4 volte il valore dell'eccentricità.
La meccanica orbitale implica che la lunghezza delle stagioni sia proporzionale alle aree dei quadranti stagionali. Di conseguenza, quando l'eccentricità è massima, le stagioni che si hanno sul lato dell'orbita più lontano dal Sole possono risultare significativamente più lunghe. Quando autunno e inverno cadono mentre la Terra si trova più vicina al sole, come avviene attualmente nell'emisfero boreale, essa è in movimento alla sua massima velocità, pertanto queste due stagioni sono leggermente più corte rispetto a primavera ed estate. Attualmente, nell'emisfero boreale, l'estate è 4,66 giorni più lunga dell'inverno, mentre la primavera è 2,9 giorni più lunga dell'autunno.
| Durate delle stagioni (emisfero boreale)                                                |                        |                  |                 |
| dati da United States Naval Obervatory Archiviato l'8 ottobre 2015 in Internet Archive. |                        |                  |                 |
| Anno                                                                                    |                        | Data: GMT        | Durata stagione |
| 2005                                                                                    | Solstizio d'inverno    | 21/12/2005 18:35 | 88,99 giorni    |
| 2006                                                                                    | Equinozio di primavera | 20/03/2006 18:26 | 92,75 giorni    |
| 2006                                                                                    | Solstizio d'estate     | 21/06/2006 12:26 | 93,65 giorni    |
| 2006                                                                                    | Equinozio d'autunno    | 23/09/2006 4:03  | 89,85 giorni    |
| 2006                                                                                    | Solstizio d'inverno    | 22/12/2006 0:22  | 88,99 giorni    |
| 2007                                                                                    | Equinozio di primavera | 21/03/2007 0:07  |                 |

### Inclinazione assiale

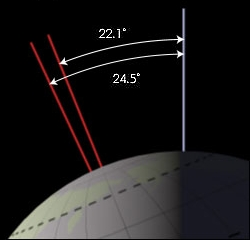
Campo di variazione dell'inclinazione dell'asse: 22,1-24,5º

L'inclinazione assiale (inclinazione dell'asse terrestre rispetto alla perpendicolare al piano dell'orbita) è soggetta a oscillazioni in un campo di 2,4° di ampiezza. Le variazioni dell'inclinazione sono approssimativamente periodiche, con un periodo di circa 40 000 anni. All'aumentare dell'obliquità, l'ampiezza del ciclo stagionale di insolazione aumenta, con un aumento del flusso radiativo nelle estati di entrambi gli emisferi e una rispettiva diminuzione negli inverni. Di conseguenza le estati diventano più calde e gli inverni più freddi.
Queste due variazioni di segno opposto non hanno però la stessa entità. L'insolazione annuale media aumenta alle alte latitudini con l'aumentare dell'obliquità, mentre alle latitudini più basse l'insolazione diminuisce. Si suppone che le estati più fresche favoriscano l'inizio di una glaciazione, dal momento che fondono una quantità relativamente minore del ghiaccio e della neve rimanenti dall'inverno precedente. Gli inverni più tiepidi invece permettono una maggiore precipitazione nevosa e quindi un aumento delle masse di ghiaccio. La combinazione di questi due effetti porta a ipotizzare che una minore obliquità favorisca quindi l'inizio di un'era glaciale.
Attualmente l'asse terrestre è inclinato di 23,44° rispetto alla perpendicolare al piano orbitale, circa a metà tra gli estremi del campo di variazione.

### Precessione

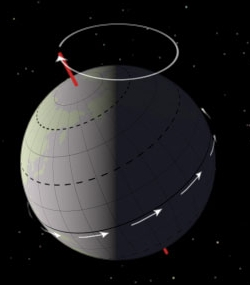
Moto di precessione.

La precessione degli equinozi è la variazione della direzione dell'asse terrestre misurata rispetto alle stelle fisse nei periodi in cui incorrono perielio e afelio. La Terra compie un ciclo completo di precessione in circa 21 000 anni. Sono due gli effetti che contribuiscono a determinare questo periodo temporale: innanzitutto, l'asse terrestre ruota esso stesso attorno a una retta perpendicolare al piano orbitale, con un periodo di circa 26 000 anni. Questo moto giroscopico è causato dalle forze di marea esercitate, con effetti pressoché equivalenti, dal Sole e dalla Luna sulla terraferma ed è associato al fatto che la Terra non è una sfera perfetta, ma presenta un rigonfiamento all'equatore; inoltre, l'ellisse orbitale è soggetta essa stessa a precessione, principalmente a causa delle interazioni con Giove e Saturno. La precessione orbitale avviene in verso opposto al moto giroscopico dell'asse di rotazione, accorciando il periodo di precessione degli equinozi, rispetto al perielio, da 26 000 a 21 000 anni.
Quando l'asse è orientato in modo da puntare verso il Sole al perielio, un emisfero avrà una maggiore differenza climatica tra le stagioni, mentre l'altro avrà stagioni reciprocamente più miti. L'emisfero in cui il perielio cade d'estate riceverà una buona quantità dell'aumento corrispondente di radiazione solare, ma di conseguenza si troverà all'afelio durante la stagione invernale, avendo così un inverno più freddo. L'altro emisfero avrà invece un inverno relativamente più caldo e un'estate più fresca.
Quando l'asse terrestre è allineato in modo che gli equinozi cadano vicino ad afelio e perielio, i due emisferi avranno differenze climatiche simili tra le stagioni.
Attualmente, il passaggio al perielio avviene durante l'estate dell'emisfero australe, quello all'afelio durante l'inverno. L'opposto avviene per l'emisfero boreale. L'emisfero australe quindi tende ad avere stagioni più estreme rispetto all'emisfero boreale, a parità di altri fattori.

### Inclinazione orbitale
L'inclinazione orbitale terrestre misurata rispetto a un piano di riferimento (ad esempio, al piano equatoriale del Sole) è soggetta a oscillazioni periodiche. Milanković non studiò però questo movimento tridimensionale.
Ricercatori di epoca più recente notarono questa variazione e notarono che l'orbita si muove rispetto alle orbite degli altri pianeti. Il piano invariabile, il piano che rappresenta il momento angolare del sistema solare, è circa equivalente al piano orbitale di Giove. L'inclinazione dell'orbita terrestre rispetto al piano invariante oscilla con un periodo di 100.000 anni, coincidendo quasi con il ciclo delle glaciazioni.
È stato ipotizzato che vi sia un disco di polvere e altri detriti nel piano invariante, che influenza il clima terrestre in vari modi. La Terra attualmente attraversa questo piano attorno al 9 gennaio e il 9 luglio, quando vi è un aumento delle meteore rilevate dai radar e delle nuvole nottilucenti legate a esse.

## Problemi
Dal momento che si sono osservate periodicità dei cambiamenti climatici che combaciano con i periodi dei moti orbitali, queste teorie sono ampiamente supportate. Tuttavia, ci sono alcune discrepanze tra le previsioni e le osservazioni sperimentali.

### Problema dei 100 000 anni
Il problema dei 100 000 anni riguarda il fatto che le variazioni dell'eccentricità orbitale hanno un impatto sul forcing solare significativamente minore rispetto alla precessione e all'inclinazione assiale e ci si dovrebbe aspettare che, conseguentemente, produca gli effetti minori. Tuttavia le osservazioni mostrano che durante l'ultimo milione di anni, il segnale climatico di maggiore entità è proprio il ciclo dei 100 000 anni. Inoltre, nonostante sia una scala temporale relativamente grande, alcuni hanno sostenuto che la lunghezza del periodo sia insufficiente per stabilire una relazione statisticamente significativa tra il clima e le variazioni dell'eccentricità. Alcuni modelli possono comunque riprodurre i cicli di 100 000 anni come risultato di interazioni non lineari tra lievi variazioni dell'orbita terrestre e le oscillazioni interne del sistema climatico.

### Problema dei 400 000 anni
Il problema dei 400 000 anni è dato dal fatto che le variazioni dell'eccentricità sono caratterizzate da un ciclo di 400 000 anni di notevole entità. Questo ciclo è presente solamente nelle registrazioni climatiche antecedenti l'ultimo milione di anni. Dal momento che le variazioni sui 100 000 anni hanno un effetto così notevole, ci si aspetterebbe siano evidenti anche le variazioni sui 400 000. Questa discrepanza è conosciuta anche come problema dello stadio 11, dal momento che il periodo interglaciale dello stadio isotopico marino 11 non sarebbe dovuto avvenire se il ciclo dell'eccentricità sui 400 000 anni avesse un impatto significativo sul clima. La relativa assenza di questa periodicità nelle registrazioni isotopiche marine può essere causata, almeno in parte, dai tempi di risposta dei componenti coinvolti del sistema climatico, in particolare del ciclo del carbonio.

### Problema dello stadio 5
Il problema dello stadio 5 si riferisce al periodo del penultimo periodo interglaciale (nello stadio isotopico marino 5) che appare essere cominciato 10 mila anni in anticipo rispetto al forcing solare che si ipotizza avrebbe dovuto esserne la causa. È chiamato anche problema della causalità.

### Effetti eccessivi in rapporto alle cause
Gli effetti delle variazioni dei moti terrestri sono supposti essere causati dalle variazioni d'intensità della radiazione solare distribuita sulle varie parti del globo. Le osservazioni rivelano che la risposta climatica è molto più intensa rispetto alle variazioni calcolate. Si presume che varie caratteristiche interne dei sistemi climatici siano sensibili alle variazioni dell'insolazione, causando risposte di amplificazione (feedback positivo) e attenuazione (feedback negativo). In particolare, è stato proposto che alla base dell'amplificazione di tali effetti ci sia il meccanismo della risonanza stocastica.

### Problema del picco unico
Il problema del picco unico si riferisce al fatto che l'eccentricità ha variazioni ben determinate a entrambe le frequenze di 95 e 125 migliaia di anni. Una registrazione del cambiamento climatico sufficientemente lunga e affidabilmente datata dovrebbe essere infatti in grado di determinare entrambe le frequenze, ma alcuni ricercatori interpretano le registrazioni climatiche dell'ultimo milione di anni facendo risultare dallo spettro un singolo picco di periodicità di 100 000 anni. È argomento di dibattito se la qualità dei dati esistenti sia sufficiente o meno a determinare entrambe le frequenze negli ultimi milioni di anni.

### Il problema della transizione
Il problema della transizione si riferisce alla variazione delle frequenze dei cambiamenti climatici risalente a un milione di anni fa. Da uno a tre milioni di anni fa, il cambiamento climatico seguiva una variazione dominante coincidente con il ciclo di 41 000 anni dell'inclinazione assiale. Da un milione di anni fa in poi la variazione coincide con il ciclo di 100 000 anni dell'oscillazione dell'eccentricità orbitale.
A oggi, non è stata identificata alcuna causa per questo cambiamento.

## Stato attuale
L'attuale insolazione nell'emisfero boreale a 65º di latitudine Nord sembra essere compatibile con quella corrispondente a una neoglaciazione. Secondo i calcoli astronomici, l'insolazione estiva a 65° N dovrebbe aumentare gradualmente nei prossimi 25 000 anni e non vi saranno diminuzioni dell'insolazione, sufficienti a causare una glaciazione, nei prossimi 50 000 - 100 000 anni.
Come detto in precedenza, attualmente il perielio cade nell'estate dell'emisfero australe e l'afelio nel rispettivo inverno, di conseguenza le stagioni dell'emisfero australe dovrebbero essere più estreme rispetto a quelle dell'emisfero boreale.
L'eccentricità, relativamente bassa, dell'orbita attuale è causa di una differenza del 6,8% tra l'insolazione dei due emisferi.

## Previsioni
Dal momento che le variazioni orbitali sono predicibili, a partire da un modello che leghi le variazioni al clima, sarebbe possibile predire l'evoluzione futura del sistema climatico.
Vi sono però due puntualizzazioni da fare: innanzitutto, il cambiamento climatico avviene in un periodo di anni limitato nel tempo e in secondo luogo, dal momento che il meccanismo con cui il forcing orbitale influenza il clima non è ancora adeguatamente compreso, non esiste un modello adeguato che esprima le modifiche climatiche in funzione delle variazioni orbitali.
In uno studio molto citato J. Imbrie e J.Z. Imbrie, risalente al 1980, venne elaborata una teoria secondo la quale "ignorando" l'effetto antropogenico e altre possibili sorgenti di variazioni agenti a frequenze maggiori di un ciclo ogni 19 000 anni, questo modello prevede che il raffreddamento sul lungo termine iniziatosi circa 6 000 anni fa continuerà per i prossimi 23 000 anni.
Studi più recenti di Berger e Loutre sembrano indicare che l'attuale clima caldo potrebbe durare altri 50 000 anni.